# Iólzovo
Iólzovo (en rus: Ёлзово) és un poble de l'óblast de Leningrad, a Rússia, pertany al districte rural de Boksitogorski. El 2017 tenia un habitant.